# Lääne-Saare kommun
Lääne-Saare kommun ("Västra Ösels kommun") var en tidigare landskommun i landskapet Saaremaa (Ösel) i Estland. Kommunen låg på Ösels sydvästra sida, vid kusten mot Östersjön, och administrerades från staden Kuressaare, som dock själv utgjorde en självständig stadskommun.  Kommunen hade 6 996 invånare i januari 2015.

## Administrativ historik
Lääne-Saare kommun bildades 2014 genom en sammanslagning av de tidigare kommunerna Kaarma, Kärla och Lümanda. Kommunen uppgick den 23 oktober 2017 i den då nybildade Ösels kommun som omfattar alla öns tidigare kommuner.

## Orter
I Lääne-Saare kommun fanns fyra småköpingar och 111 byar.

### Småköpingar
- Aste
- Kudjape
- Kärla
- Nasva

### Byar
- Abrö (estniska: Abruka)
- Anepesa
- Anijala
- Ansi
- Arandi
- Aste
- Asuküla
- Atla
- Aula-Vintri
- Austla
- Eeriksaare
- Eikla
- Endla
- Haamse
- Hakjala
- Himmiste
- Hirmuste
- Hübja
- Irase
- Jootme
- Jõe
- Jõempa
- Jõgela
- Kaarma
- Kaarma-Kirikuküla
- Kaarmise
- Kaisvere
- Kandla
- Karala
- Karida
- Kasti
- Kaubi
- Kellamäe
- Keskranna
- Keskvere
- Kipi
- Kiratsi
- Kogula
- Koidu
- Koidula
- Koimla
- Koki
- Koovi
- Kotlandi
- Kuke
- Kungla
- Kuuse
- Kuusnõmme
- Kõrkküla
- Käesla
- Käku
- Kärdu
- Kärla-Kirikuküla
- Kärla-Kulli
- Laadjala
- Laheküla
- Laoküla
- Leedri
- Lilbi
- Lümanda
- Lümanda-Kulli
- Maleva
- Meedla
- Metsaküla
- Metsapere
- Mullutu
- Muratsi
- Mõisaküla
- Mõnnuste
- Mändjala
- Mätasselja
- Nõmme
- Nõmpa
- Paevere
- Paiküla
- Paimala
- Parila
- Piila
- Praakli
- Põlluküla
- Pähkla
- Pärni
- Randvere
- Riksu
- Saia
- Sauvere
- Sepa
- Sikassaare
- Sõmera
- Tahula
- Tamsalu
- Taritu
- Tõlli
- Tõrise
- Tõru
- Uduvere
- Ulje
- Unimäe
- Upa
- Vahva
- Vaivere
- Vana-Lahetaguse
- Vantri
- Varpe
- Vatsküla
- Vendise
- Vennati
- Vestla
- Viidu
- Viira
- Õha